# Evaza funerea
Evaza funerea är en tvåvingeart som beskrevs av James 1969. Evaza funerea ingår i släktet Evaza och familjen vapenflugor. Inga underarter finns listade i Catalogue of Life.